# 就是這個味
《就是這個味》（韓語：이 맛이야）為韓國MBN綜藝節目，由 申鉉濬、權五重、李秀根等人共同主持，節目主要以出發尋找終極味道為最終目標，每集將邀請藝人或歌手等人一同尋找美味食材並進行料理。2017年5月首播。